# Устечко (Кременецкий район)
Устечко (укр. Устечко) — село в Вишневецкой поселковой общине Кременецкого района Тернопольской области Украины.
Код КОАТУУ — 6123488601. Население по переписи 2001 года составляло 612 человек.

## Географическое положение
Село Устечко находится на берегу реки Горынь в месте впадения в неё реки Добрынь,
выше по течению реки Добрынь примыкает село Очеретное,
ниже по течению на расстоянии в 0,5 км расположено село Бакоты.

## История
- 1630 год — дата основания.

## Объекты социальной сферы
- Школа I—II ст.
- Клуб.
- Фельдшерско-акушерский пункт.

## Достопримечательности
- Братская могила советских воинов.